# Багіров Мір Джафар Аббас-огли
Мір Джафар Аббас огли Багіров (азерб. Mircəfər Abbas oğlu Bağırov, 5 вересня (17 вересня) 1896, Куба, тепер Азербайджан — 26 травня 1956, Баку, Азербайджанська РСР) — радянський та азербайджанський партійний і державний діяч, керівник органів держбезпеки Азербайджану (ВНК, ДПУ, ОДПУ, НКВС), народний комісар внутрішніх справ Азербайджанської РСР (1921—1927), голова Ради народних комісарів Азербайджанської РСР (1932—1933), 1-й секретар ЦК КП Азербайджанської РСР (1933—1953), голова Ради міністрів Азербайджанської РСР (1953). Кандидат у члени ЦК ВКП(б) (1934—1937). Член ЦК ВКП(б) (1937—1953). Кандидат у члени Президії ЦК КПРС (з 5 березня по 7 липня 1953 року). Депутат Верховної Ради СРСР 1—3-го скликань.

## Біографія

### Ранні роки
Мір Джафар Багіров народився 5 вересня (17 вересня) 1896 року у місті Куба Кубинського повіту в селянській родині. У 1913 році закінчив міське училище в місті Куба, в 1915 році — дворічні педагогічні курси в Порті-Петровську. З лютого 1915 по березень 1917 року працював учителем міського училища в місті Куба.
У березні 1917 році вступив до РСДРП(б).
З березня по серпень 1917 року — товариш (заступник) голови Кубинської ради. З серпня 1917 по лютий 1918 року працював у підпільному більшовицькому осередку в місті Куба. З лютого по липень 1918 року очолював партизанський загін. З липня по серпень 1918 року — боєць партизанського загону Петрова в Баку. З 1918 року Багіров брав участь у комуністичній діяльності в Закавказзі, тоді ж познайомився із Анастасом Мікояном та завів дружбу з Лаврентієм Берією.
У серпні — листопаді 1918 року — секретар партійного колективу Залізного полку РСЧА. У листопаді 1918 — травні 1919 року — військовий комісар 1-го Астраханського мусульманського полку РСЧА. 1919 року під керівництвом Кірова він брав участь у придушенні Астраханського повстання. У травні — серпні 1919 року — військовий комісар 290-го стрілецького полку 33-ї стрілецької дивізії 8-ї армії РСЧА у Воронежі. З серпня по грудень 1919 року — порученець при Революційній військовій раді (РВР) 11-ї армії РСЧА в Астрахані. У грудні 1919 — лютому 1920 року — військовий комісар загону особливого призначення. У лютому — квітні 1920 року — співробітник Кавказького бюро із відновлення радянської влади на Кавказі. У квітні — травні 1920 року — уповноважений Революційної військової ради Кавказького корпусу в Астрахані та Баку.
Повернувся до Азербайджану після встановлення там радянської влади. У травні — червні 1920 року — заступник голови революційного комітету Карабаської області в місті Шуша. З червня по вересень 1920 року — командир і уповноважений РВР із формування 2-ї стрілецької бригади РСЧА в місті Агдамі Азербайджанської РСР.
У вересні — жовтні 1920 року — помічник військового комісара Азербайджанської стрілецької дивізії в Баку. У жовтні — листопаді 1920 року — голова Воєнного трибуналу 1-ї стрілецької дивізії РСЧА в Баку. У листопаді 1920 — лютому 1921 року — голова виїзної сесії Воєнного трибуналу 11-ї армії РСЧА в Баку.
10 лютого 1921 року Мір Джафар Багіров був призначений головою Надзвичайної комісії (ЧК) Азербайджанської РСР, а 7 вересня 1926 року — головою ДПУ Азербайджанської РСР, перебуваючи на цій посаді до 22 травня 1927 року. Одночасно, з травня 1921 по 22 травня 1927 року — народний комісар внутрішніх справ Азербайджанської РСР. До 22 травня 1927 року — також заступник голови Ради народних комісарів Азербайджанської РСР.
З травня 1927 по грудень 1928 року — начальник Закавказького управління водного господарства. З грудня 1928 по вересень 1929 року — голова правління Закавказької Спілки сільськогосподарської кооперації..
У листі до Молотова від 21 серпня 1929 року Сталін писав:
|  | Багірова (незважаючи на його гріхи у минулому) доведеться затвердити головою НК Азербайджану: нині він єдина людина, яка зможе впоратись із мусаватистами та іттіхадистами, що підняли голови в Азербайджанському селі. Справа ця серйозна, й тут жартувати неможна. |

7 вересня 1929 року Мір Джафар Багіров був призначений головою ДПУ Азербайджанської РСР. Працював на цій посаді до 6 серпня 1930 року. На засіданні партколегії ЦКК ВКП(б) 24 вересня, що розглядала питання про керівних працівників Азербайджанської партійної організації, зазначено:
|  | Вказати тов. Багірову, що він не вжив заходів проти неприпустимих мір розправи в органах ДПУ 1924 р., попередивши його, що у разі повторення таких випадків в апараті ДПУ він буде нести всю відповідальність як голова Азербайджанського ДПУ. |

У вересні 1930 — лютому 1932 року — слухач курсів марксизму при ЦК ВКП(б) у Москві.
У лютому — жовтні 1932 року — відповідальний інструктор ЦК ВКП(б) у Москві.
З 20 жовтня 1932 по грудень 1933 року Багіров очолював Раду народних комісарів Азербайджанської РСР.

### Правитель Азербайджану
10 грудня 1933 року Багірова обрали 1-м секретарем ЦК КП Азербайджанської РСР та 1-м секретарем Бакинського міського комітету КП(б) Азербайджану (до 1950 року). Одночасно, з грудня 1933 по 15 січня 1934 року — 3-й секретар Закавказького крайового комітету ВКП(б).
10 лютого 1934 року Багіров обраний кандидатом у члени ЦК ВКП(б), а 12 жовтня 1937 року постановою пленуму ЦК ВКП(б) був переведений з кандидатів у члени ЦК ВКП(б). На I сесії Верховної Ради СРСР у січні 1938 року, під час формування нового уряду СРСР на підставі конституції 1936 року, Багіров піддав різкій критиці діяльність тодішнього наркома юстиції Миколи Криленка, в результаті чого той не увійшов до складу нового уряду. До 1940 року приблизно 70 тис. азербайджанців загинуло в результаті чисток, які здійснював Багіров. Інтелігенція була зламана й ліквідована як громадська сила, «стара гвардія» комуністів також була знищена.
У 1941—1946 роках, коли радянські війська зайняли Іранський Азербайджан й установили там про радянський уряд, насаджував там власний міні-культ особи як «об'єднувача Азербайджану». Багіров помітно вплинув на радянську історіографію Кавказької війни XIX століття. В одній зі своїх статей він написав, що вступ Кавказу до складу Росії був добровільним і мав прогресивне значення, тоді як імам Шаміль був іноземним шпигуном. Невдовзі ця думка стала панівною, хоча до цього переважала прямо протилежна.

### Падіння і смерть
5 березня 1953 року було оголошено про смерть Й. В. Сталіна. Того ж дня постановою Спільного засідання Пленуму ЦК КПРС, РМ СРСР, Президії Верховної Ради СРСР Мір Джафар Багіров став кандидатом у члени Президії ЦК КПРС. Смерть Сталіна ознаменувала собою кінець сталінської епохи, а слідом за нею падіння Багірова та Берії. 18 квітня 1953 року постановою IV пленуму ЦК КП Азербайджану Багіров був звільнений від посади 1-го секретаря ЦК Компартії Азербайджану. З 6 квітня по 13 липня 1953 року працював головою Ради міністрів Азербайджанської РСР.
26 червня Берію запросили на засідання Президії КПРС і там заарештували. 2—7 липня відбувся Пленум ЦК КПРС, на якому обговорювалось питання «Про злочинні антипартійні та антидержавні дії Берії». На пленумі Багіров виступив з критикою на адресу Берії, заявивши: «Берія — це хамелеон, злісний ворог нашої партії, нашого народу». Однак, це не врятувало його. 7 липня постановою пленуму ЦК КПРС Багірова було виведено зі складу ЦК КПРС й того ж дня опитуванням виведено з кандидатів у члени Президії ЦК КПРС. У жовтні 1953 року Багірова призначили заступником начальника об'єднання «Куйбишевнафта» Міністерства нафтової промисловості СРСР.
13 березня 1954 року рішенням КПК при ЦК КПРС Мір Джафар Багіров був виключений з партії та заарештований. 7 травня 1956 року Воєнна колегія Верховного Суду СРСР засудила його до страти за порушення соціалістичної законності як спільника Л. П. Берії. Він подав прохання про помилування, але 12 травня Президія Верховної Ради СРСР відхилила його клопотання. 26 травня Мір Джафар Багіров був розстріляний у Баку.

## Родина
1918 року Мір Джафар Багіров одружився з російською медсестрою Марією Сергеєвою, а 1919 року у них народився син Володимир-Джахангір. Незабаром дружина померла. Пізніше Багіров одружився з єврейкою Євгенією Гельман, від шлюбу з якою у нього 1932 року народився син Джен.
Старший син Володимир закінчив Єйську воєнну авіаційну школу пілотів і Ташкентське піхотне училище. З перших днів Німецько-радянської війни він брав участь пілотом-винищувачем у повітряних боях під Москвою. 5 червня 1943 року в бою поблизу міста Обоянь, відбиваючи наліт на летовище, Володимир збив німецький бомбардувальник Ю-88, але витративши весь запас боєкомплекту, він у лобовій атаці таранив винищувач FW-190, в результаті чого обидва літаки вибухнули у повітрі. Молодший син Джен помер 1994 року, а його мати Євгенія Багірова 1997 року. Обидва поховані на Востряківському кладовищі у Москві.

## Нагороди
- п'ять орденів Леніна (15.3.1935, 6.02.1942,.11.1943, 16.09.1946, 25.11.1946)
- два ордени Червоного Прапора (.02.1924,)
- два ордени Трудового Червоного Прапора (27.04.1940,)
- орден Вітчизняної війни I ст. (1945)
- орден Трудового Червоного Прапора Азербайджанської РСР (1922)
- медалі